# Axel Lobenstein
Axel Lobenstein (* 19. Mai 1965 in Apolda) ist ein ehemaliger deutscher Judoka. Er war 1989 für den DJV startend Weltmeisterschaftsdritter und 1991 für den DJB Europameister.

## Sportliche Karriere
Der 1,80 m große Axel Lobenstein kämpfte meist im Mittelgewicht, ab 1995 trat er im Halbschwergewicht an. Axel Lobenstein startete für den SC Leipzig, 1988 war er Dritter der DDR-Meisterschaften, 1989 und 1990 gewann er den Titel. Von 1992 bis 1994 war er dreimal in Folge Deutscher Meister. 1995 belegte er im Halbschwergewicht den zweiten Platz hinter Detlef Knorrek und 1996 hinter Daniel Gürschner.
International war Lobenstein 1984 Zweiter und 1985 Sieger bei den Junioren-Europameisterschaften. Bei den Europameisterschaften 1989 verlor er im Halbfinale gegen den Franzosen Fabien Canu, im Kampf um Bronze bezwang er den Briten Densign White. Fünf Monate später unterlag er bei den Weltmeisterschaften in Belgrad im ersten Kampf Roman Karger aus der Tschechoslowakei. Mit vier Siegen in der Hoffnungsrunde kämpfte sich Lobenstein zur Bronzemedaille vor, wobei er im Kampf um Bronze erneut Densign White bezwang. 1990 erreichte er mit Siegen über Densingn White im Viertelfinale und Fabien Canu im Halbfinale das Finale bei den Europameisterschaften. Dort unterlag er dem Polen Waldemar Legień. Nach Bronze 1989 und Silber 1990 gewann Lobenstein 1991 den Titel bei den Europameisterschaften in Prag, im Finale schlug er den Italiener Giorgio Vismara. Bei den Weltmeisterschaften 1991 belegte er den siebten Platz, nachdem er im Viertelfinale gegen den Franzosen Pascal Tayot und in der Hoffnungsrunde gegen Giorgio Vismara verloren hatte.
Bei den Olympischen Spielen 1992 in Barcelona besiegte Lobenstein den Spanier León Villar, Giorgio Vismara und den Schweizer Daniel Kistler. Im Halbfinale unterlag er dem Franzosen Pascal Tayot. Den Kampf um Bronze verlor er dann gegen den Japaner Hirotaka Okada durch Schiedrichterentscheid (yusei-gachi) und belegte den fünften Platz.
Lobenstein war nach den Olympischen Spielen noch zehn Jahre aktiv, konnte sich aber bei internationalen Meisterschaften nicht mehr im Vorderfeld platzieren. Im Weltcup hatte er 1990 in Prag und 1991 in München gewonnen. 1995 gewann er sowohl in München als auch in Prag, 1996 noch einmal in München.